# Price Falls
Die Price Falls sind ein Wasserfall im Westland District in der Region West Coast auf der Südinsel Neuseelands. Östlich des 1475 m hohen Mount Wylde Brown in den Neuseeländischen Alpen liegt er im Lauf des Price River, der wenige Kilometer hinter dem Wasserfall in nordöstlicher Fließrichtung in den Whitcombe River mündet. Seine Fallhöhe beträgt rund 75 Meter.